# Mesobracon rugosus
Mesobracon rugosus är en stekelart som först beskrevs av Brulle 1846.  Mesobracon rugosus ingår i släktet Mesobracon och familjen bracksteklar. Inga underarter finns listade i Catalogue of Life.